# Rhombodera stalli
Rhombodera stalli es una especie de mantis de la familia Mantidae.

## Distribución geográfica
Se encuentra en Java (Asia).